# Henryk Weyssenhoff
Henryk Bonawentura Kazimierz Weyssenhoff (ur. 26 lipca 1859 w Pokrewniu, zm. 23 lipca 1922 w Warszawie) – polski malarz, kuzyn Józefa Weyssenhoffa.

## Życiorys

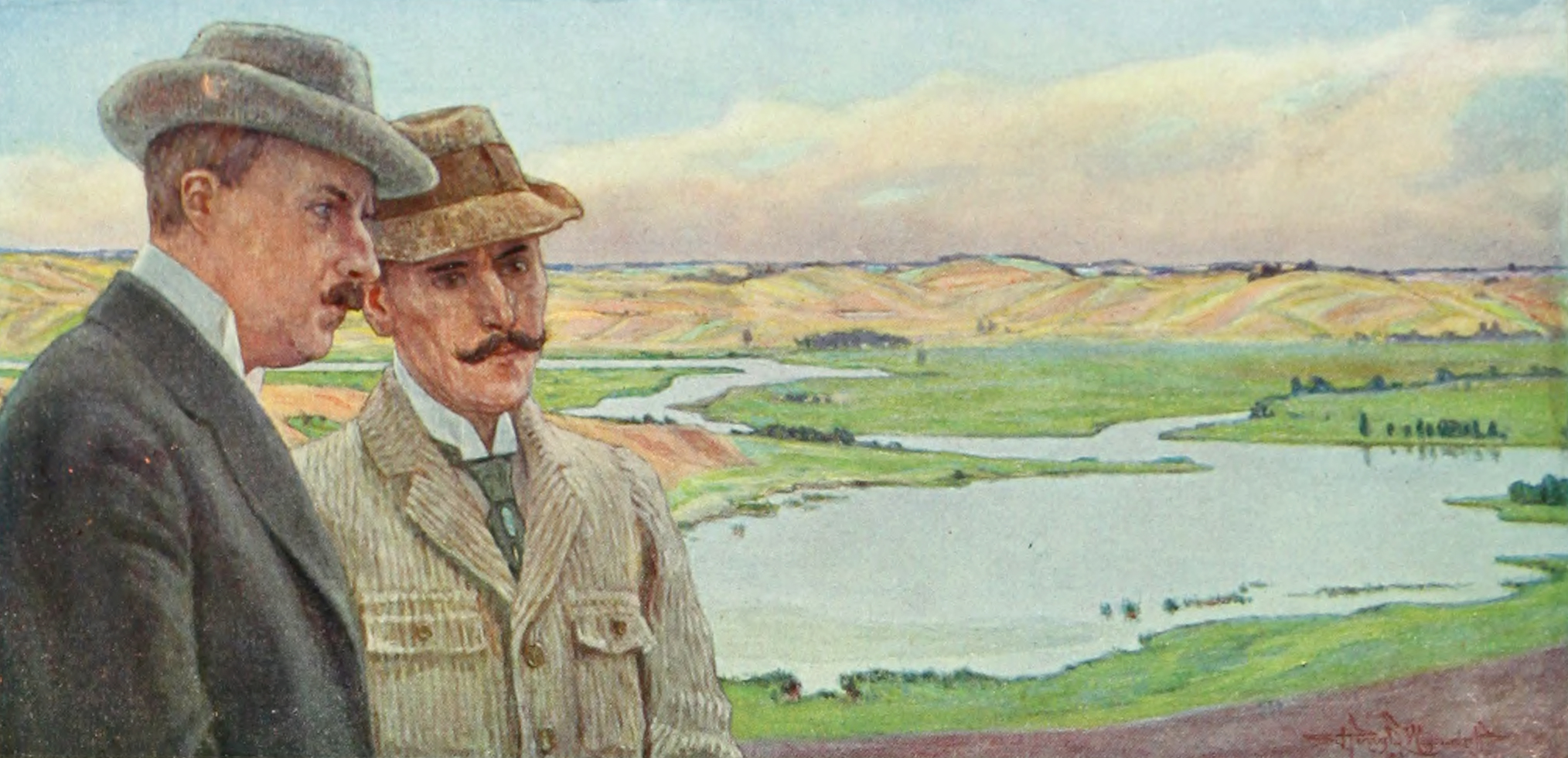
Pisarz Józef Weyssenhoff i Henryk Weyssenhoff, ilustracja z powieści Soból i panna, wyd. 1913.

Pochodził z rodziny szlacheckiej herbu Łabędź. Jego ojciec Władysław za udział w powstaniu styczniowym został skazany na 20 lat zesłania do Kungury w guberni permskiej. Po amnestii w 1874 roku rodzina Weyssenhoffów osiedliła się w Warszawie, gdzie Henryk uczył się w Klasie Rysunkowej Wojciecha Gersona. 
W 1878 roku za radą Henryka Siemiradzkiego podjął studia w petersburskiej Akademii Sztuk Pięknych. Studia ukończył w 1886 roku. W 1889 roku wyjechał  na dalsze studia malarskie do Monachium. W latach 1903–1905 mieszkał we Francji. 
Dalsze lata życia spędził w majątku rodzinnym w Rusakowiczach (obecnie Białoruś) oraz w Warszawie. W latach dziewięćdziesiątych XIX w. był już uznanym malarzem, zdobywającym liczne nagrody, m.in. w Berlinie w 1891, we Lwowie w 1894 r. i w Warszawie w 1899 r. Ukoronowaniem sukcesów był srebrny medal za obraz Śnieg zdobyty w 1900 na światowej wystawie w Paryżu.
Tworzył przede wszystkim realistyczne pejzaże, odznaczające się liryzmem, a także kompozycje animalistyczne. 
Zajmował się też grafiką i rzeźbą. Wykonał cykl ilustracji do utworów kuzyna: liryków „Erotyki” (1911) oraz powieści „Soból i panna” (wyd. II z 1913 r.). 
Członek warszawskiej grupy artystycznej Pro Arte.

## Wybrane prace

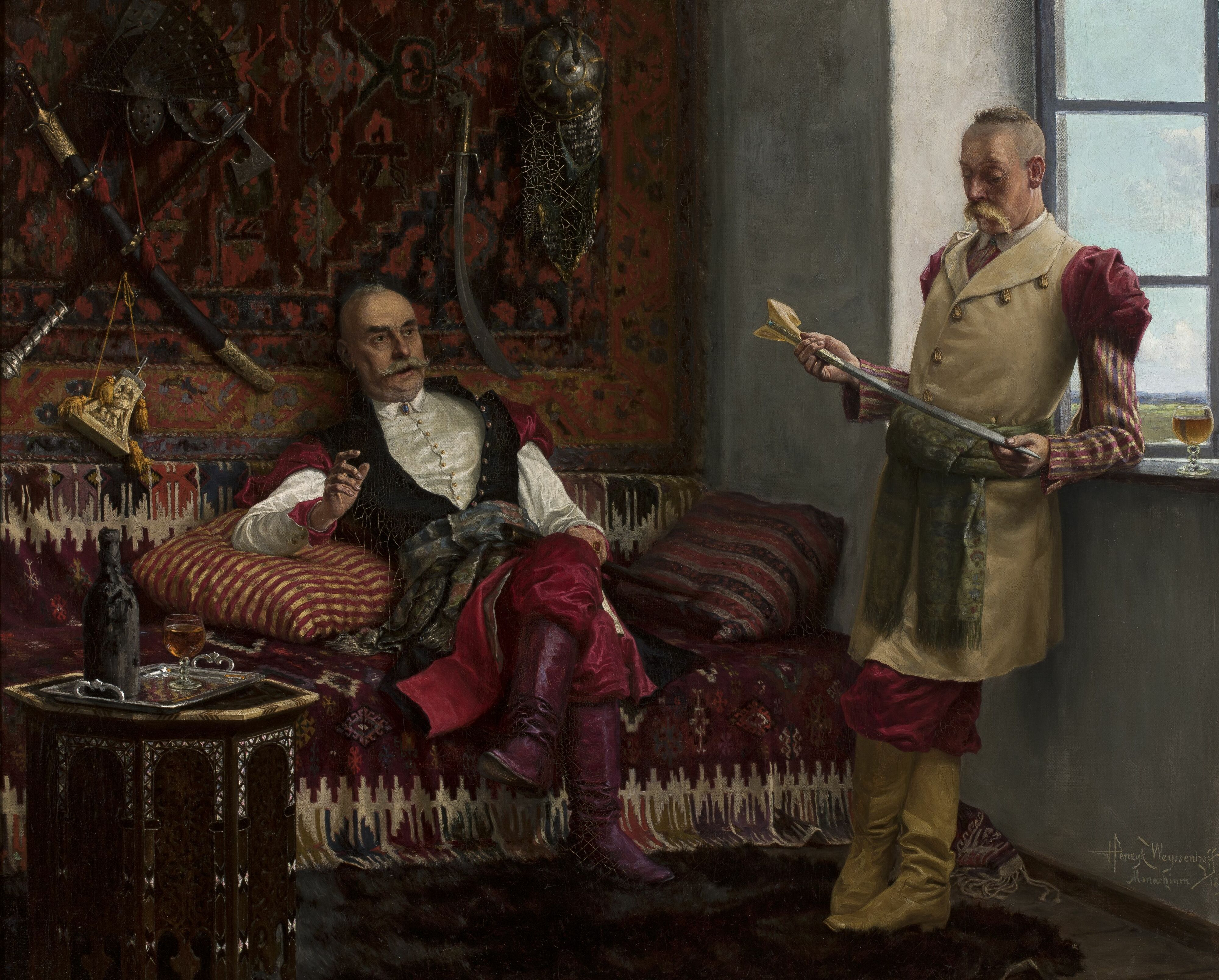
Scena szlachecka - Historia jataganu (1891)
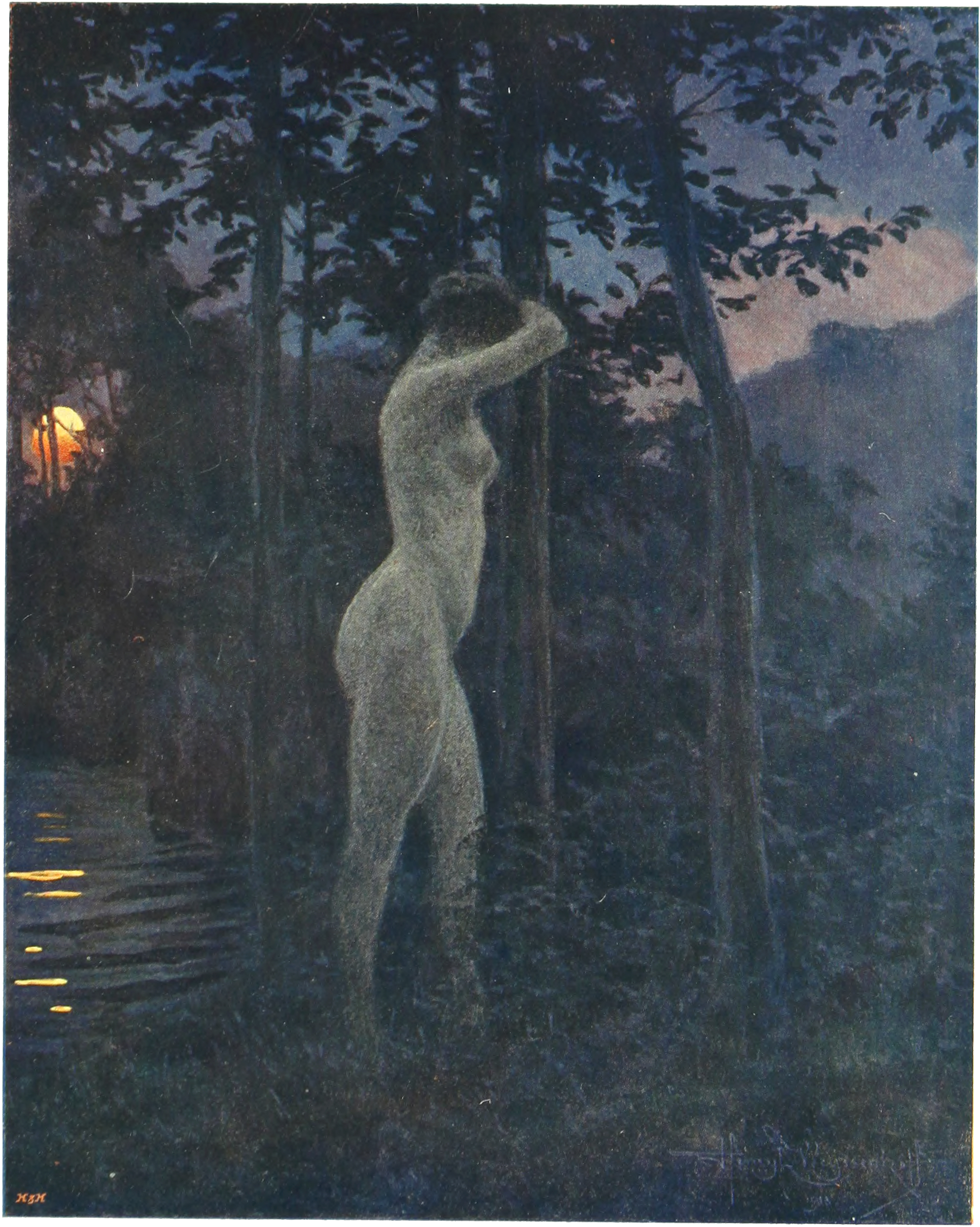
Ilustracja do powieści Soból i panna (1913)
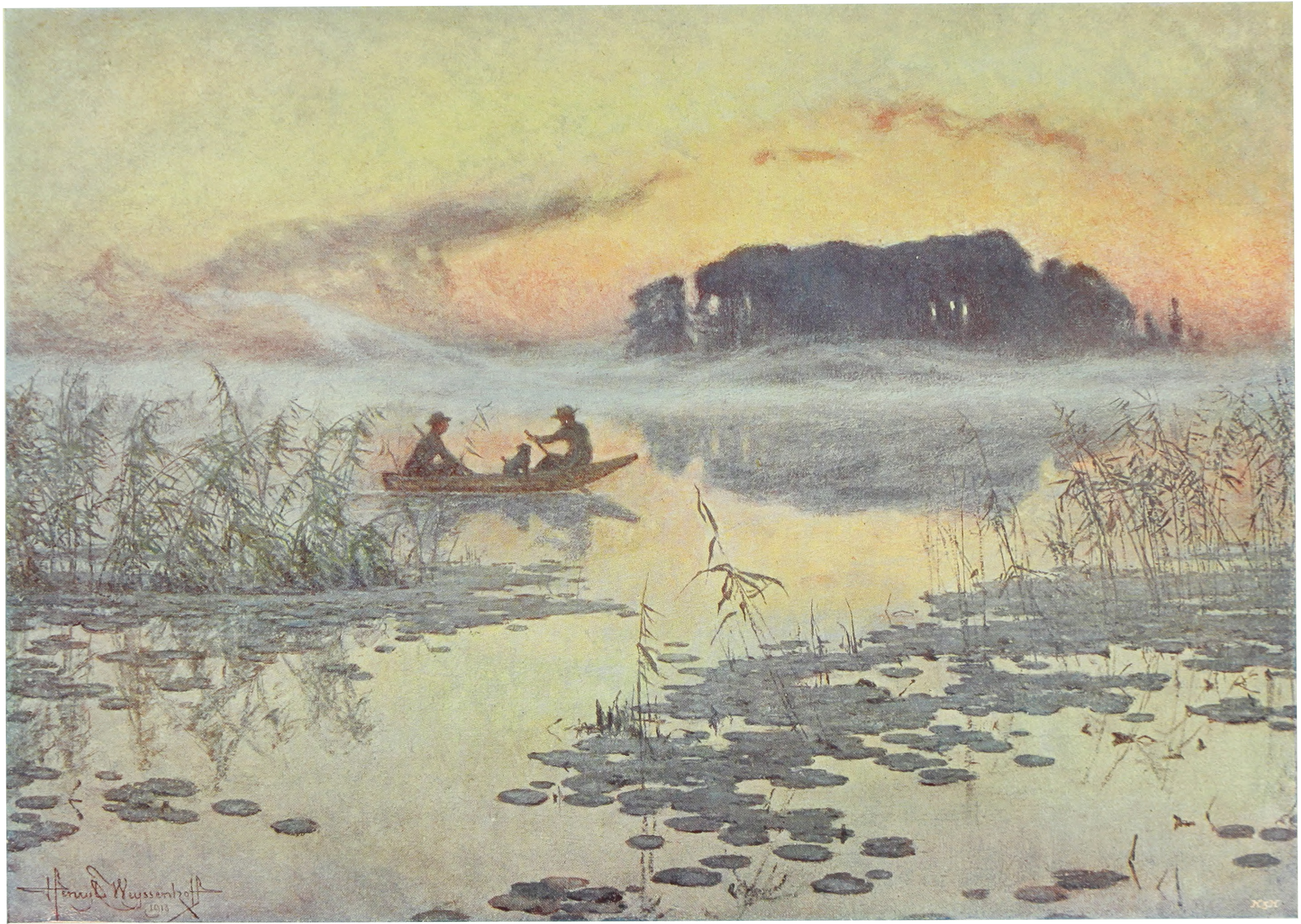
Ilustracja do powieści Soból i panna (1913)
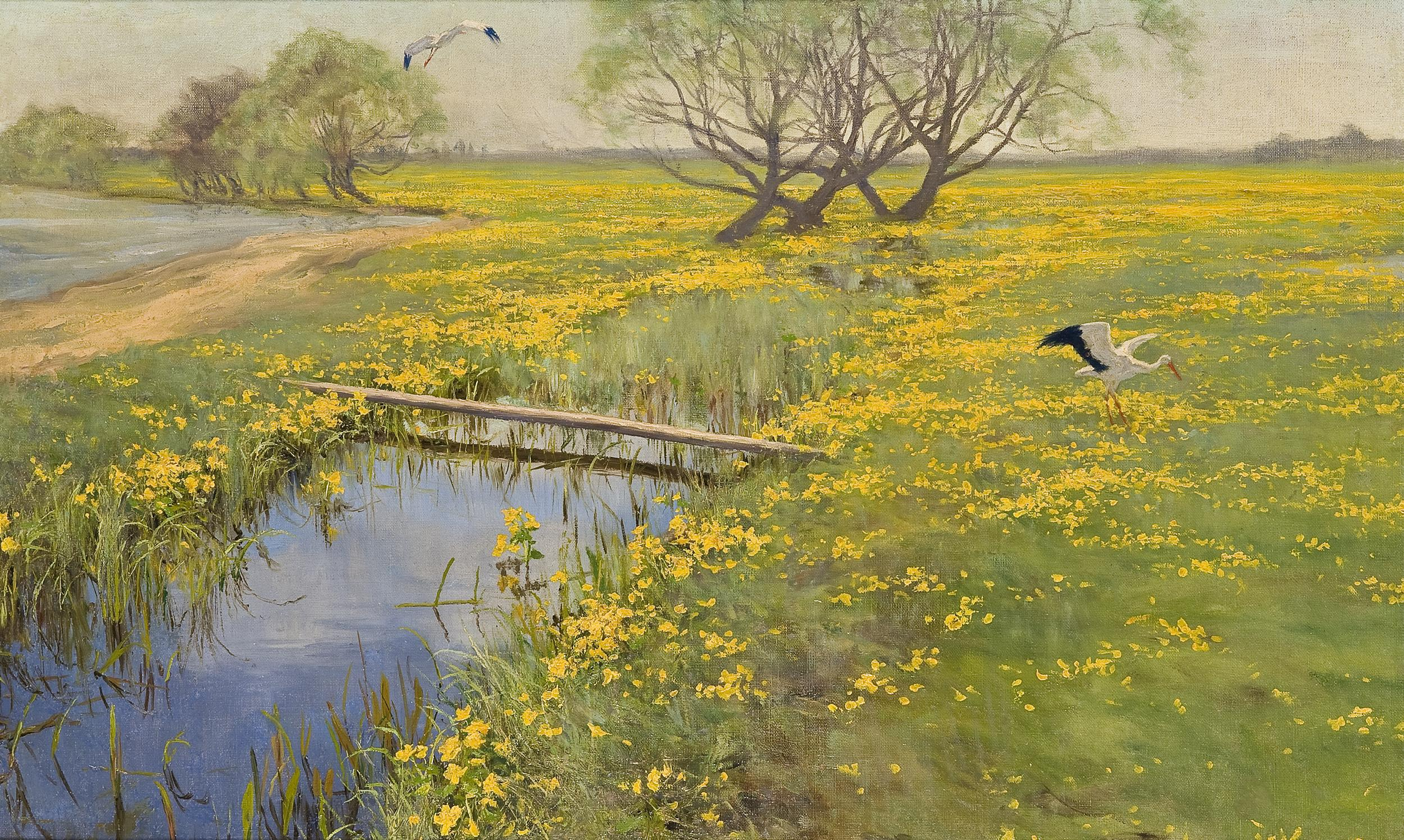
Wiosna (1910-11)
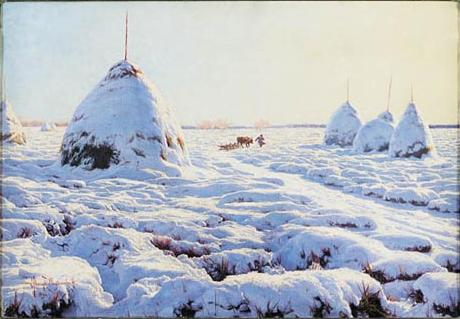
Śnieg (lub Rojsty litewskie pod śniegiem, Stogi, 1894)
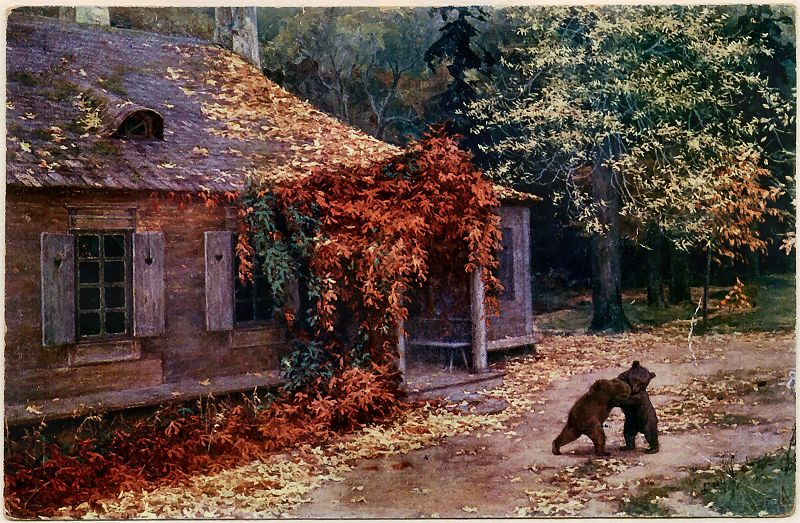
Litewskie zacisze (1908)
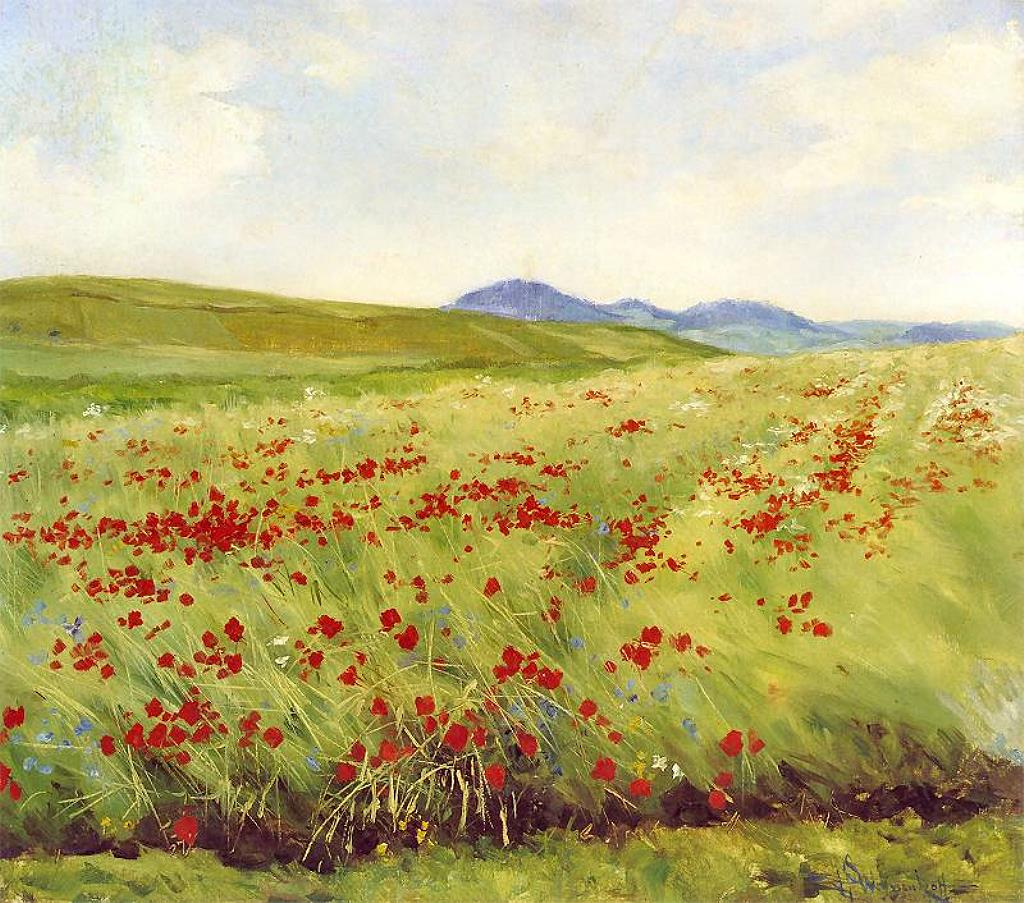
Makowe pole (1903-1905)
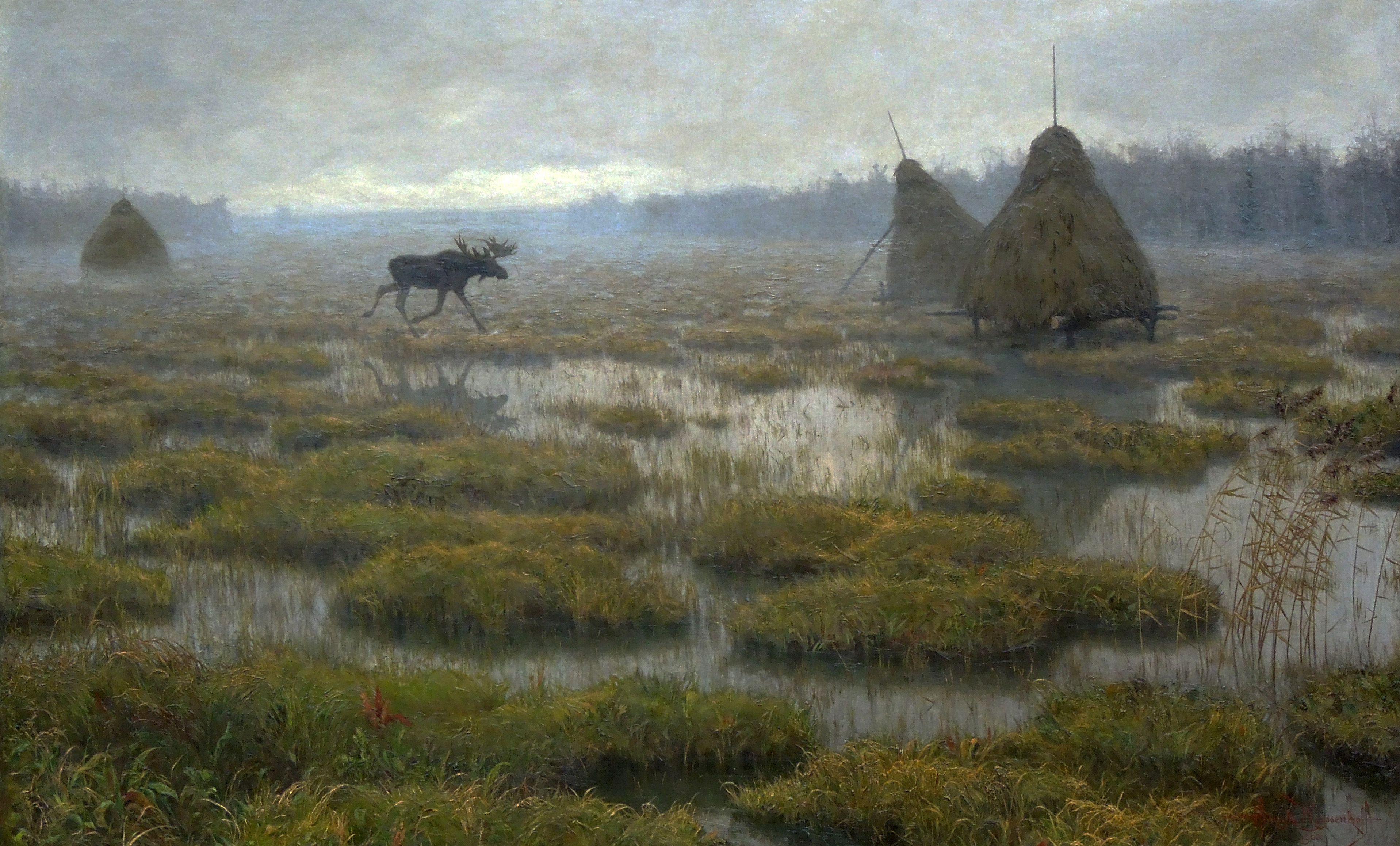
Łoś na trzęsawisku (1903)